# Massif forestier du Faascht
Massif forestier du Faascht este o arie protejată (arie specială de conservare — SAC, sit de importanță comunitară — SCI) din Luxemburg întinsă pe o suprafață de 46,19 ha, integral pe uscat.

## Localizare
Centrul sitului Massif forestier du Faascht este situat la coordonatele 49°39′00″N 5°56′46″E / 49.65°N 5.9461°E.

## Înființare
Situl Massif forestier du Faascht a fost declarat sit de importanță comunitară în august 2002 pentru a proteja 3 specii de animale. Situl a fost protejat și ca arie specială de conservare în noiembrie 2009.

## Biodiversitate
Situată în ecoregiunea continentală, aria protejată conține 1 habitat natural: Păduri de stejar sau de stejar și carpen sub-atlantice și medio-europene de Carpinion betuli.
La baza desemnării sitului se află mai multe specii protejate:
- păsări (1): gaia neagră (Milvus migrans)
- mamifere (2): liliac cu urechi mari (Myotis bechsteinii), liliac comun (Myotis myotis)

Pe lângă speciile protejate, pe teritoriul sitului au mai fost identificate 1 specie de mamifere.